# L'amore si fa largo
L'amore si fa largo è un film statunitense del 2006 di genere commedia, diretto da Nnegest Likké.

## Trama
Jazmin Biltmore (Mo'Nique) è un'obesa commessa di Los Angeles che lavora in un negozio di vestiti. Un giorno vince una vacanza in un albergo a 5 stelle a Palm Beach e si fa accompagnare dalla magra e palestrata cugina Mia e dall'amica Stacy, grassa come lei. Incontreranno dei medici nigeriani che si dimostreranno più interessati alle due signorine in carne che alla magra Mia.